# Dolmen Tola di u Turmentu

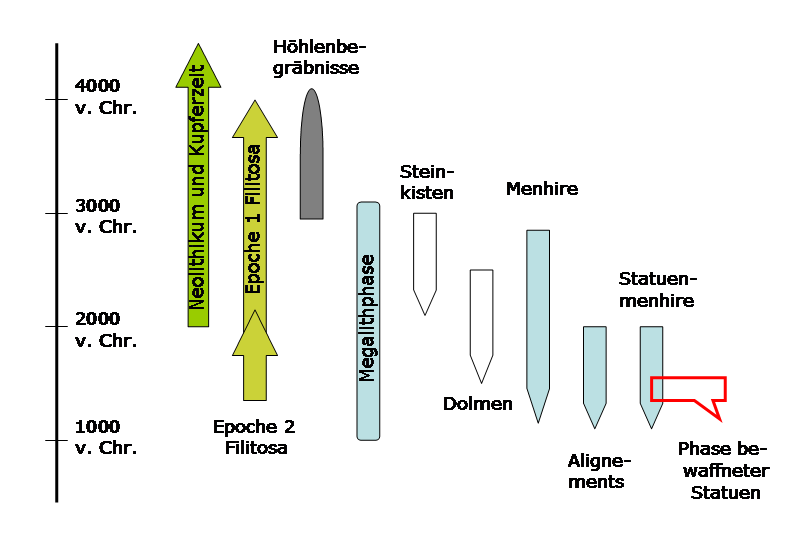
Zeitstellung der Megalithanlagen auf Korsika

Der nicht leicht auffindbare Dolmen Tola di u Turmentu ist eine von lediglich sechs besser erhaltenen Megalithanlagen auf der Insel Korsika. Er liegt in der Macchie im Taravo-Tal, in Serra-di-Ferro im Département Corse-du-Sud, auf einem kleinen Hügel auf halbem Weg zwischen Filitosa und Abbartello am Golf de Valinco im Süden von Korsika. Dolmen ist in Frankreich der Oberbegriff für Megalithanlagen aller Art (siehe: Französische Nomenklatur).
Seine Deckenplatte aus rosa Granit misst etwa 1,8 × 1,2 m und ist bis zu 30 cm dick. In der Nähe liegen weitere Platten. Man geht davon aus, dass hier früher mehrere Dolmen gestanden haben. Dolmen dieser Art stammen aus dem korsischen „Megalithikum II“ und entstanden zwischen 2500 und 1500 v. Chr.